# Sein einziger Patient
Sein einziger Patient ist ein kurzes deutsches Stummfilm-Lustspiel aus dem Jahre 1915 von und mit Ernst Lubitsch als ein Arzt, der vergebens auf einen Patienten wartet und daraufhin im Laufe der Zeit immer ungeduldiger und hibbeliger wird. 

## Handlung
Dr. Schneider geht in seiner Praxis auf und ab, doch es will partout kein Patient kommen. Darüber wird der Hausarzt immer nervöser und springt geradezu befreit auf, als es endlich an der Tür klingelt. Doch es ist lediglich der Briefträger, der, kerngesund, seine Tour abgeht. Da … endlich! … erscheint der erste Patient! Es ist seine eigene Köchin, die jedoch lediglich mit einer winzigen Schnittwunde am Finger zu ihrem Chef kommt. Ein Heftpflaster drauf, und schon sei sie „verarztet“ – glaubt die Köchin. Doch Dr. Schneider ist derart verzückt, dass er nun endlich etwas zu tun hat, dass er sogleich den Operationstisch vorbereitet und die Patientin darauf legt. Anstatt eines kleinen Pflasterchens wickelt der Arzt um den Finger seiner Köchin einen Riesenverband, der alle Dimensionen sprengt. Dann verordnet Schneider ihr auch noch strenge Bettruhe!
Diese einzelne „Großtat“ reicht Dr. Schneider für heute noch nicht, und so begibt er sich auf die Straße auf Patientenfang. Mit dem Blick eines Fachmanns scannt er jeden möglichen Patienten auf etwaige Zipperlein, immer in der Hoffnung, noch einen echten Kranken aufzuspüren. Jeder Spaziergänger scheint ihm „verdächtig“, doch bedauerlicherweise sind alle gesund. Endlich meint Dr. Schneider einen wirklich schweren Fall ausgemacht zu haben, ein „Geisteskranker“ sogar, wie er glaubt. Belustigt kommt der Passant mit ihm und lässt die Behandlung eine Zeitlang über sich ergehen, bis es ihm zu dumm wird und er kurzerhand aus der Praxis wieder entschwindet. Na, wenigstens hat er einen Patient, sein Köchin, heute geheilt. Die aber schwitzte sich im Bett fast zu Tode, hat längst wieder den Löffel in der Hand und gesteht zum Entsetzen ihres Arztes, dass sie sich selbst als geheilt betrachtet.

## Produktionsnotizen
Sein einziger Patient entstand Mitte 1915 und passierte die Zensur im August desselben Jahres. Eine Aufführung im Deutschen Reich wurde für die Dauer des Krieges verboten. In Österreich-Ungarn lief der Streifen, der heute als verschollen gilt, am 10. März 1916 an. Der einaktige Zwanzigminüter besaß eine Länge von 418 Metern.

## Kritiken
Die Kinematographische Rundschau nannte den Einakter ein „amüsantes kleines Lustspiel“ und meinte: „Ernst Lubitsch als Doktor … gibt diese Rolle mit geradezu unbezwinglicher Komik.“
Die Grazer Mittags-Zeitung befand: „Es ist schwer anzudeuten, wie viel Humor in diesem Stücke liegt, das alle Besucher in fröhlichste Stimmung versetzt.“